# Campionati del mondo di atletica leggera 2015 - Salto in lungo maschile
La gara del salto in lungo maschile si è svolta il 24 e 25 agosto 2015.

## Podio
| Pos.    | Atleta           | Nazionalità   | Misura |
| ------- | ---------------- | ------------- | ------ |
| Oro     | Greg Rutherford  | Gran Bretagna | 8,41 m |
| Argento | Fabrice Lapierre | Australia     | 8,24 m |
| Bronzo  | Wang Jianan      | Cina          | 8,18 m |

## Situazione pre-gara

### Record
Prima di questa competizione, il record del mondo (RM) e il record dei campionati (RC) erano i seguenti.
| Record                | Prestazione | Atleta                  | Data                           | Competizione              |
| --------------------- | ----------- | ----------------------- | ------------------------------ | ------------------------- |
| Record mondiale       | 8,95 m      | Mike Powell Stati Uniti | 30 agosto 1991 Tokyo, Giappone | Campionati del mondo 1991 |
| Record dei campionati | 8,95 m      | Mike Powell Stati Uniti | 30 agosto 1991 Tokyo, Giappone | Campionati del mondo 1991 |

### Campioni in carica
I campioni in carica, a livello mondiale e olimpico, erano:
| Campione | Atleta                        | Prestazione | Data                              | Competizione               |
| -------- | ----------------------------- | ----------- | --------------------------------- | -------------------------- |
| Olimpico | Greg Rutherford Gran Bretagna | 8,31 m      | 4 agosto 2012 Londra, Regno Unito | Giochi della XXX Olimpiade |
| Mondiale | Aleksandr Men'kov Russia      | 8,56 m      | 16 agosto 2013 Mosca, Russia      | Campionati del mondo 2013  |

### La stagione
Prima di questa gara, gli atleti con le migliori tre prestazioni dell'anno erano:
| Pos. | Atleta                     | Prestazione | Data                                         |
| ---- | -------------------------- | ----------- | -------------------------------------------- |
| 1    | Jeff Henderson Stati Uniti | 8,52 m      | 22 luglio 2015 Toronto, Canada               |
| 2    | Zarck Visser Sudafrica     | 8,41 m      | 4 luglio 2015 Bad Langensalza, Germania      |
| 3    | Marquis Dendy Stati Uniti  | 8,39 m      | 25 giugno 2015 Eugene, Stati Uniti d'America |

## Risultati

### Qualificazioni
8,15 m (Q) o le migliori 12 misure (q) avanzano alla finale.
| Pos | Gruppo | Atleta                  | Nazionalità    | 1ª prova | 2ª prova | 3ª prova | Risultato | Note |
| --- | ------ | ----------------------- | -------------- | -------- | -------- | -------- | --------- | ---- |
| 1   | B      | Jeff Henderson          | Stati Uniti    | 8.36     |          |          | 8.36      | Q    |
| 2   | B      | Greg Rutherford         | Gran Bretagna  | x        | 8.25     |          | 8.25      | Q    |
| 3   | B      | Michael Hartfield       | Stati Uniti    | x        | 8.13     | –        | 8.13      | q    |
| 4   | A      | Wang Jianan             | Cina           | 8.12     | 8.02     | –        | 8.12      | q    |
| 5   | B      | Gao Xinglong            | Cina           | 7.00     | 8.11     | –        | 8.11      | q    |
| 6   | B      | Li Jinzhe               | Cina           | 8.07     | 8.10     | –        | 8.10      | q    |
| 7   | A      | Kafétien Gomis          | Francia        | x        | 7.66     | 8.09     | 8.09      | q    |
| 8   | A      | Aleksandr Men'kov       | Russia         | x        | 7.96     | 8.08     | 8.08      | q    |
| 9   | B      | Sergey Polyanskiy       | Russia         | 7.87     | 8.06     | x        | 8.06      | q    |
| 10  | B      | Tyrone Smith            | Bermuda        | 7.72     | 8.01     | 8.03     | 8.03      | q    |
| 11  | B      | Fabrice Lapierre        | Australia      | 8.03     | x        | x        | 8.03      | q    |
| 12  | A      | Radek Juška             | Rep. Ceca      | x        | 7.50     | 7.98     | 7.98      | q    |
| 13  | B      | Godfrey Khotso Mokoena  | Sudafrica      | x        | 7.98     | x        | 7.98      |      |
| 14  | B      | Fabian Heinle           | Germania       | x        | x        | 7.96     | 7.96      |      |
| 15  | B      | Emiliano Lasa           | Uruguay        | 7.95     | x        | x        | 7.95      |      |
| 16  | A      | Yohei Sugai             | Giappone       | 7.92     | 7.60     | 7.89     | 7.92      |      |
| 17  | A      | Kanstantsin Barycheuski | Bielorussia    | 7.89     | x        | 7.76     | 7.89      |      |
| 18  | A      | Daniel Bramble          | Gran Bretagna  | x        | 7.83     | x        | 7.83      |      |
| 19  | A      | Zarck Visser            | Sudafrica      | x        | 7.79     | 7.78     | 7.79      |      |
| 20  | B      | Rushwahl Samaai         | Sudafrica      | 7.68     | 7.79     | 7.69     | 7.79      |      |
| 21  | A      | Marquis Dendy           | Stati Uniti    | x        | 7.78     | x        | 7.78      |      |
| 22  | B      | Ignisious Gaisah        | Paesi Bassi    | x        | 7.77     | 7.71     | 7.77      |      |
| 23  | A      | Maykel Demetrio Massó   | Cuba           | 7.70     | 7.04     | 7.28     | 7.70      |      |
| 24  | A      | Alyn Camara             | Germania       | 7.45     | x        | 7.66     | 7.66      |      |
| 25  | A      | Ahmed Fayez Al-Dosari   | Arabia Saudita | 7.63     | 7.24     | 7.19     | 7.63      |      |
| 26  | A      | Damar Forbes            | Giamaica       | 7.61     | 7.62     | 7.61     | 7.62      |      |
| 27  | A      | Higor Alves             | Brasile        | 7.60     | x        | x        | 7.60      |      |
| 28  | B      | Waisale Dausoko         | Figi           | x        | 6.89     | x        | 6.89      |      |
|     | B      | Alexsandro de Melo      | Brasile        | x        | x        | x        | nm        |      |
|     | B      | Ifeanyi Otuonye         | Turks e Caicos | x        | x        | x        | nm        |      |
|     | A      | Michel Tornéus          | Svezia         | x        | x        | x        | nm        |      |
|     | A      | Quincy Breell           | Aruba          | x        | x        | x        | nm        |      |

### Finale
| Pos     | Atleta            | Nazionalità   | 1ª prova | 2ª prova | 3ª prova | 4ª prova | 5ª prova | 6ª prova | Risultato | Note                                     |
| ------- | ----------------- | ------------- | -------- | -------- | -------- | -------- | -------- | -------- | --------- | ---------------------------------------- |
| Oro     | Greg Rutherford   | Gran Bretagna | x        | 8.29     | x        | 8.41     | –        | –        | 8.41      | Miglior prestazione personale stagionale |
| Argento | Fabrice Lapierre  | Australia     | x        | 7.85     | 8.10     | x        | 8.20     | 8.24     | 8.24      | Miglior prestazione personale stagionale |
| Bronzo  | Wang Jianan       | Cina          | 8.14     | 8.18     | 8.08     | x        | x        | 6.27     | 8.18      |                                          |
| 4       | Gao Xinglong      | Cina          | 8.14     | 7.87     | 7.85     | x        | 7.95     | 8.02     | 8.14      | Miglior prestazione personale stagionale |
| 5       | Li Jinzhe         | Cina          | 7.69     | x        | 8.09     | x        | 8.10     | x        | 8.10      |                                          |
| 6       | Aleksandr Men'kov | Russia        | 8.02     | x        | 7.98     | x        | x        | x        | 8.02      |                                          |
| 7       | Kafétien Gomis    | Francia       | x        | x        | 8.02     | 7.57     | x        | 7.80     | 8.02      |                                          |
| 8       | Sergey Polyanskiy | Russia        | 7.89     | 7.97     | x        | x        | x        | x        | 7.97      |                                          |
| 9       | Jeff Henderson    | Stati Uniti   | x        | 7.95     | x        |          |          |          | 7.95      |                                          |
| 10      | Tyrone Smith      | Bermuda       | x        | 7.79     | x        |          |          |          | 7.79      |                                          |
| 11      | Radek Juška       | Rep. Ceca     | 7.55     | 7.57     | x        |          |          |          | 7.57      |                                          |
|         | Michael Hartfield | Stati Uniti   | x        | x        | x        |          |          |          | nm        |                                          |